# Asparagus lignosus
Asparagus lignosus — вид рослин із родини холодкових (Asparagaceae).

## Біоморфологічна характеристика
Це карликовий кущ 40–100 см заввишки.

## Середовище проживання
Ареал: ПАР (Капські провінції).